# Tactiques et stratégies ferroviaires dans la guerre de Sécession

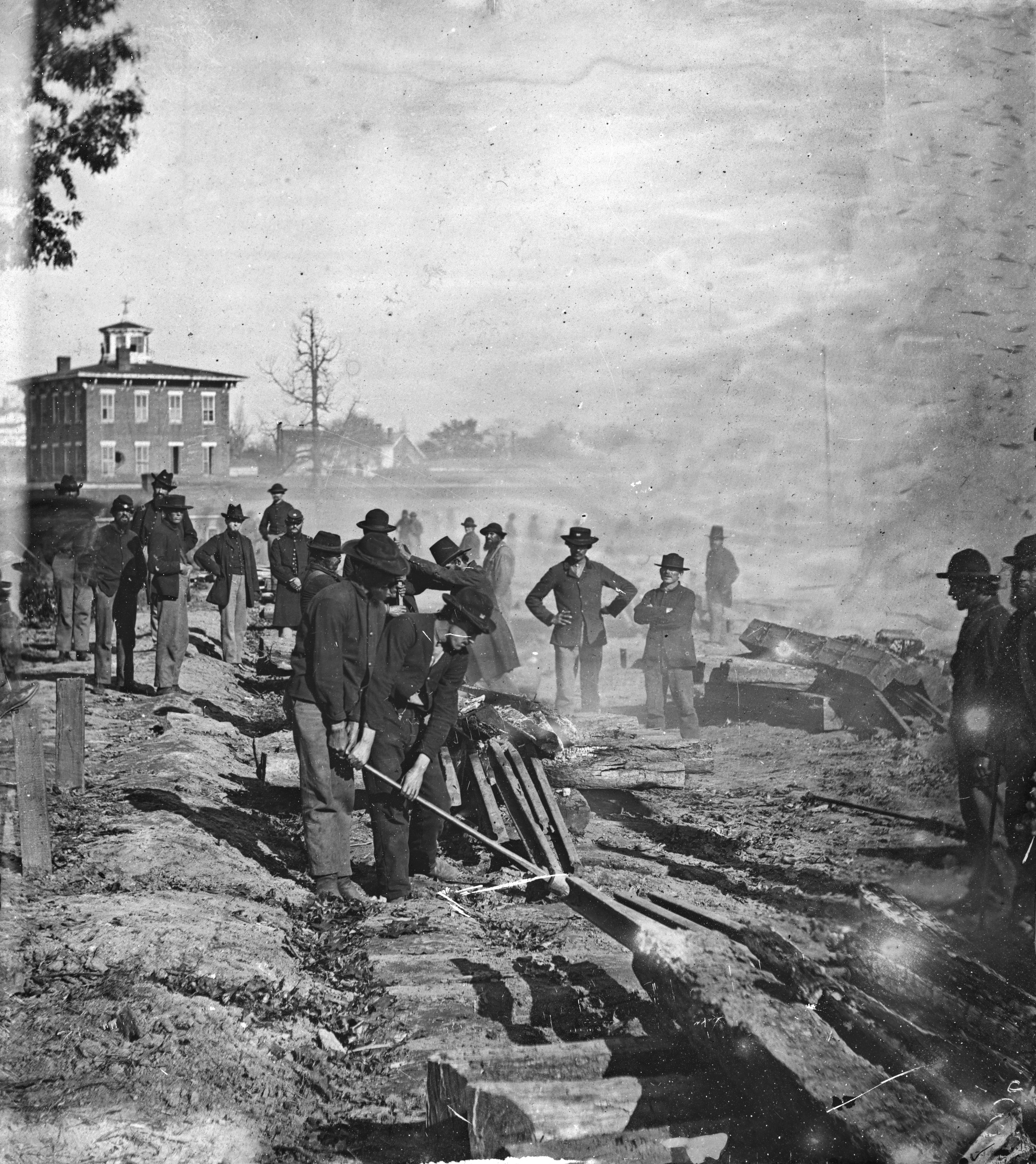

La guerre de Sécession fut le premier conflit qui vit l'usage intensif du chemin de fer à des fins militaires, préfigurant le rôle clé qu'il sera appelé par la suite à jouer dans la Guerre franco-prussienne de 1870, la Guerre des Boers et surtout la Première Guerre mondiale.
Dans les années 1850, époque du grand boom des chemins de fer aux États-Unis, peu nombreux pourtant furent ceux qui s'y penchèrent sur l'étude d'une utilisation guerrière de ceux-ci. C'est qu'à l'époque, forts de l'expérience de la guerre anglo-américaine des années 1812-1814 et de la toute récente guerre mexicaine, les penseurs militaires américains n'avaient envisagé que l'hypothèse d'une guerre aux frontières contre un ennemi moins bien équipé, en misant sur l'étendue du territoire national comme moyen de défense en profondeur. Quand Robert Lee est diplômé de West Point, il n'existe pas de ligne de chemin de fer dont la longueur excède 100 miles. Toutefois, bien que n'ayant aucune expérience professionnelle ou technique dans le domaine ferroviaire, Lee sut rapidement prendre la mesure des possibilités stratégiques et tactiques offertes par le chemin de fer  et tout au long du conflit, il tâcha d'exploiter au mieux les maigres ressources ferroviaires dont disposait la Confédération. Au début de la guerre civile, de nombreux ingénieurs, cadres supérieurs ou dirigeants de compagnies de chemin de fer avaient donc été affectés, tant au nord qu'au sud, à des postes d'officiers supérieurs, responsables notamment de la planification stratégique et tactique des mouvements de troupes et de la logistique, étant les seuls réels spécialistes disponibles.
Les politiques, surtout au sud, sont eux aussi peu au fait de la « chose ferroviaire » et de son intérêt dans un conflit, se montrant plus soucieux de la défense de leurs investissements financiers dans des compagnies locales concurrentes que d'une vision ou d'une stratégie - économique ou financière, à défaut de militaire - globale. Dix ans avant d'accéder à la présidence de la Confédération, Jefferson Davis, alors Secretary of War, s'oppose ainsi à la construction du pont de Rock Island, premier pont ferroviaire devant être construit sur le Mississippi.
L'un dans l'autre, il n'y a donc pas de réelles compétences - en dehors des employés civils des compagnies commerciales locales - ou d'autorités centralisatrices - civiles ou militaires - dans ce domaine à la veille de la guerre et ni les généraux, ni les politiques n'ont la moindre expérience en la matière, en particulier en ce qui concerne le «management », la logistique ou le génie ferroviaires du temps de guerre.

## Deux approches et deux gestions
« La victoire de l'Union est due en large part (aux) disparités en fait de moyens mais un facteur crucial de la défaite du Sud résida dans l'important déséquilibre entre les chemins de fer nordistes et sudistes. Les déficiences du Sud en termes généraux de puissance et de capacité matérielles étaient particulièrement criantes en matière d'infrastructure, de ressources et de management ferroviaires »

— Keir Alexander Lieber, War and the engineers: the primacy of politics over technology

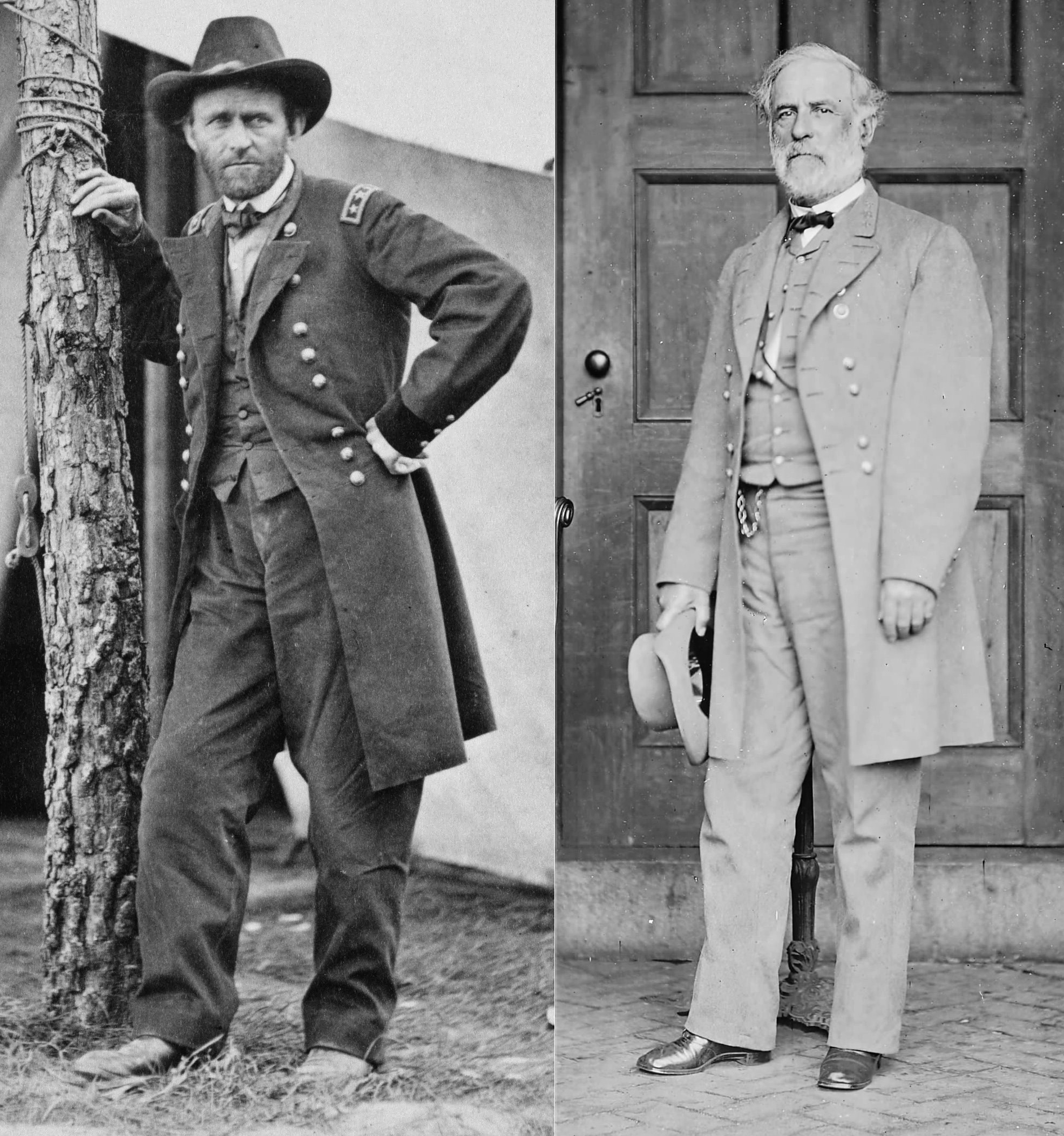
Le général nordiste Ulysses S. Grant et son homologue confédéré Robert E. Lee, les deux grands stratèges de la Guerre de Sécession. L'un comme l'autre comprirent l'importance militaire du chemin de fer, le premier s'attachant notamment à la destruction méthodique des moyens ferroviaires stratégiques de son adversaire.

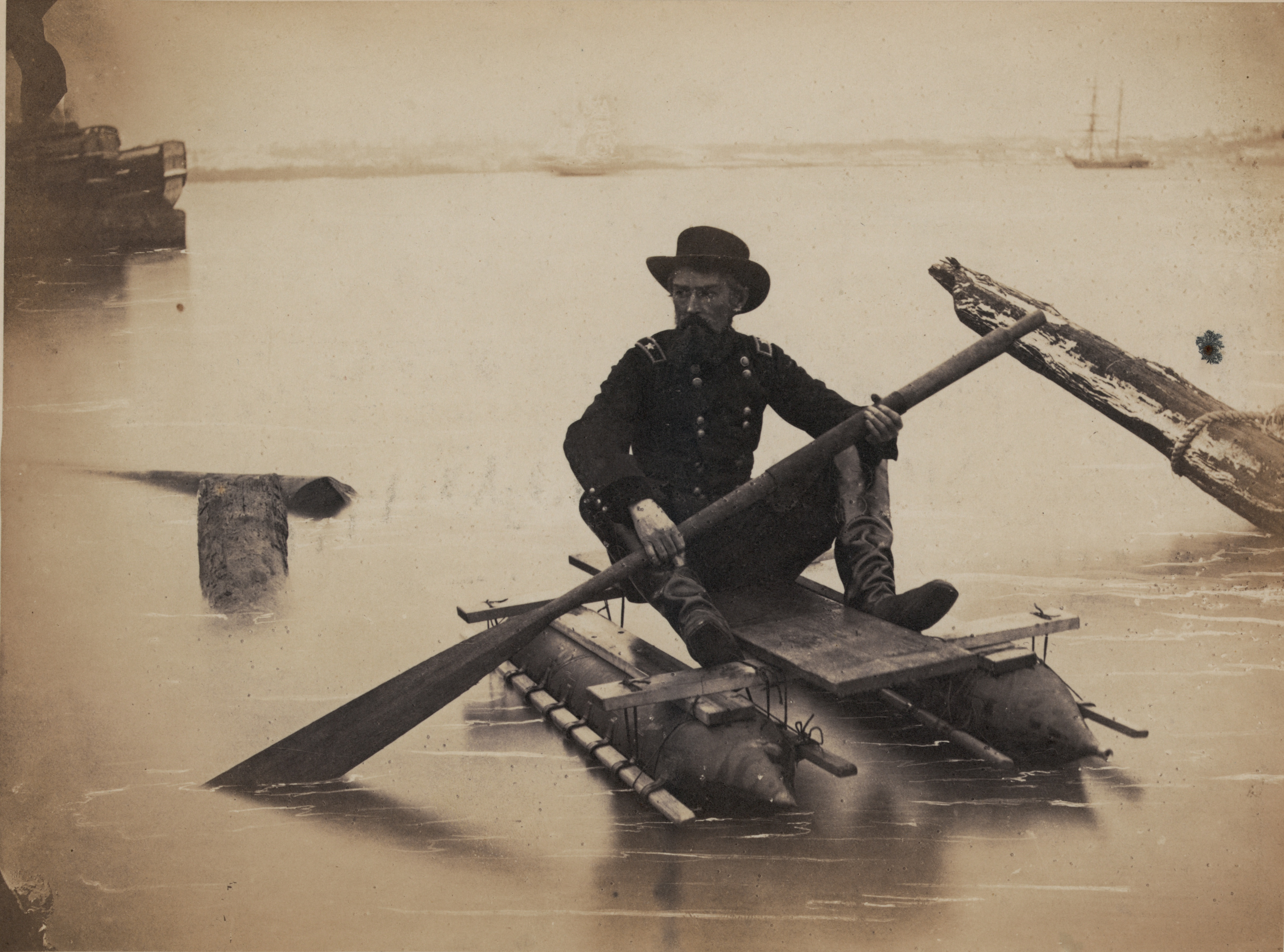
Herman Haupt, la tête pensante de l'United States Military Railroad, un corps ferroviaire militaire nordiste qui ne connut pas de pendant au sein de l'appareil militaire confédéré et qui contribua pour une grande part à la victoire de l'Union.

Lorsque éclate la guerre de Sécession, les deux protagonistes disposent certes d'un réseau ferroviaire mais le fossé est large, du point de vue quantitatif, qualitatif et organisationnel, entre les moyens dont disposent l'un et l'autre. Ces différences procèdent essentiellement du modèle de développement socio-économique opposés de la société agricole et conservatrice du Sud et de celle industrielle et pragmatique du Nord d'avant-guerre. Développé de manière à pouvoir drainer les productions agricoles de l'intérieur vers les ports d'exportations, le réseau sudiste s'organise essentiellement du Nord au Sud, quelques rares lignes transversales ayant été tirées à l'est des Appalaches. Cette situation handicapera fortement les transferts militaires entre les fronts occidentaux et orientaux en imposant aux stratèges confédérés de longs détours tout au long du conflit. La faiblesse du tissu industriel du Sud empêcha par ailleurs la Confédération d'adapter son réseau aux exigences de développement du temps de guerre : après 1861, ses extensions se limitèrent à quelque 400 miles de voies supplémentaires - dans le même temps, l'Union en construisait 4000. 
Tandis qu'au sein des États du nord, futurs membres de l'Union dans le conflit à venir, le chemin de fer devient dans les années 1850 un instrument et un outil essentiels du développement économique (industriel et commercial) et du progrès technique, au sud, il ne sera jamais considéré que comme un moyen de transport supplétif de la navigation fluviale et un « signe extérieur de richesse » pour les états et les grands propriétaires cotonniers prospères. Ce « dilettantisme » sudiste aura des conséquences matérielles importantes qui eurent de graves répercussions sur la conduite des opérations militaires : disparité des écartements de voies, absence de connexion entre les lignes privées locales, dépendance aux importations de matériels venant du nord industriel et pauvreté du parc de matériel roulant, en particulier dans le domaine des locomotives. Sur les 470 locomotives construites aux États-Unis en 1860, 19 seulement le furent au Sud.
Cette totale dichotomie dans l'approche de la chose ferroviaire par les futurs protagonistes du conflit en temps de paix aura son pendant dans la gestion militaire des chemins de fer en temps de guerre, divergences « philosophiques » encore aggravées au Sud par des considérations d'ordre purement politique. 
Au début de 1862, le Congrès de l'Union donna de larges pouvoirs au Président Abraham Lincoln en matière d'économie des moyens ferroviaires (régulation et organisation des opérations, réquisitions des matériels et personnels, etc.) tandis que le Secrétaire d'État à la Guerre Edwin M. Stanton créait le corps de l'United States Military Railroad chargé de la gestion technique et pratique de ces moyens, le secteur privé collaborant par ailleurs sans trop de réticence à l'effort de guerre.
À l'opposé, les autorités confédérées firent montre d'un total manque de rigueur et d'efficacité dans la gestion militaire de leurs moyens ferroviaires, les considérations d'ordre affairistes ou politiques prenant le pas sur les impératifs militaires et les opérateurs ferroviaires privés privilégiant davantage leurs intérêts financiers que l'effort de guerre ou les priorités militaires - leur lobbying politique faisant systématiquement capoter toute tentative autoritaire de prise de contrôle et de régulation des-dits moyens.  
Cette différence dans les moyens matériels, la « culture ferroviaire » et l'approche politique eurent bien évidemment d'importantes répercussions sur les possibilités/conceptions stratégiques et les capacités manœuvrières offertes aux dirigeants militaires des deux camps. Il est d'ailleurs symptomatique à cet égard que ce soit George Brinton McClellan, commandant de l'armée du Potomac et ensuite commandant en chef de l'armée de l'Union de novembre 1861 à mars 1862, qui, l'un des premiers, ait mis en exergue le rôle stratégique déterminant que les chemins de fer seront appelés à jouer lors de ce conflit.

## L'influence des chemins de fer sur la stratégie des belligérants
« Les perfectionnements apportés dans l'arme de l'artillerie, le nouvel armement de l'infanterie, les chemins de fer et les télégraphes électriques doivent amener nécessairement des combinaisons qui modifieront l'art de la guerre »

— Journal de l'armée belge: recueil d'art, d'histoire et de sciences militaires, Volumes 19-20 (Stapleaux, 1860 - Vol. 19,p.151)

« Les chemins de fer ont introduit un nouvel et important élément dans la guerre par la facilité qu'ils offrent de concentrer promptement, sur un point donné, les masses retirées d'autre secteur, et en créant de nouveau points stratégiques et de nouvelles lignes d'opérations. »

— George Brinton McClellan, « Mémoire » du 4 août 1861.
Globalement, la richesse des moyens ferroviaires de l'Union et la souplesse et l'efficacité de leur gestion permirent aux généraux nordistes de mener une stratégie plus offensive, qui leur permit de porter le fer en territoire ennemi, tout en lui donnant systématiquement la possibilité de contrer les initiatives de son adversaire dans ce sens. À l'inverse, si la Confédération fut dans l'ensemble capable de parer au plus pressé, ses lacunes dans ce domaine l'empêchèrent d'exploiter au niveau stratégique ses succès locaux, la destruction méthodique et planifiée de ses réseaux par le Nord ruinant son effort de guerre et ses capacités de réaction jusqu'à la contraindre à la reddition de 1865 après la longue campagne de Petersburg au cours de laquelle les chemins de fer jouèrent un rôle déterminant, en en étant tout autant un des enjeux essentiels.  

### L'organisation des zones d'opérations
Le recours aux chemins de fer pendant la guerre de Sécession a permis d'étendre la taille et la profondeur des zones d'opération des armées et l'importance des effectifs et moyens engagés : la campagne menée par Sherman en 1864 au cœur du territoire de la Sécession mit ainsi en œuvre près de 100 000 soldats et 35 000 animaux, tout en ne dépendant que d'une seule ligne de ravitaillement, par voie ferrée. Mais elle limite en contrepartie l'effet de surprise puisque la présence de l'armée est à rechercher à proximité de sa ligne de ravitaillement statique
Par contre-coup, l'utilisation de cet outil tributaire d'infrastructures statiques amènera donc paradoxalement la réduction de la zone d'action des armées, dépendantes des voies ferrées et ne pouvant guère s'éloigner de la tête de réseau ferré sans risquer de ne plus être capable de maintenir un niveau de ravitaillement normal.
Compte tenu de ces contingences logistiques, les lignes fluviales et ferroviaires constitueront donc les axes de progression des troupes de l'Union pendant ses offensives en profondeur sur le territoire de la Confédération. L'armée du Potomac, par exemple, n'évoluera qu'à proximité des deux têtes de réseau des lignes d'Alexandria et de Acquia Creek. De même, les lignes ferroviaires méridiennes confédérées constitueront l'axe de progression du général Sherman pendant sa campagne de 1864, celui-ci ne quittant la proximité du cordon ombilical que constituaient ses propres lignes de ravitaillement ferroviaires que lors de la phase finale de sa « marche à la mer ».

### Impact sur la conduite des campagnes et opérations

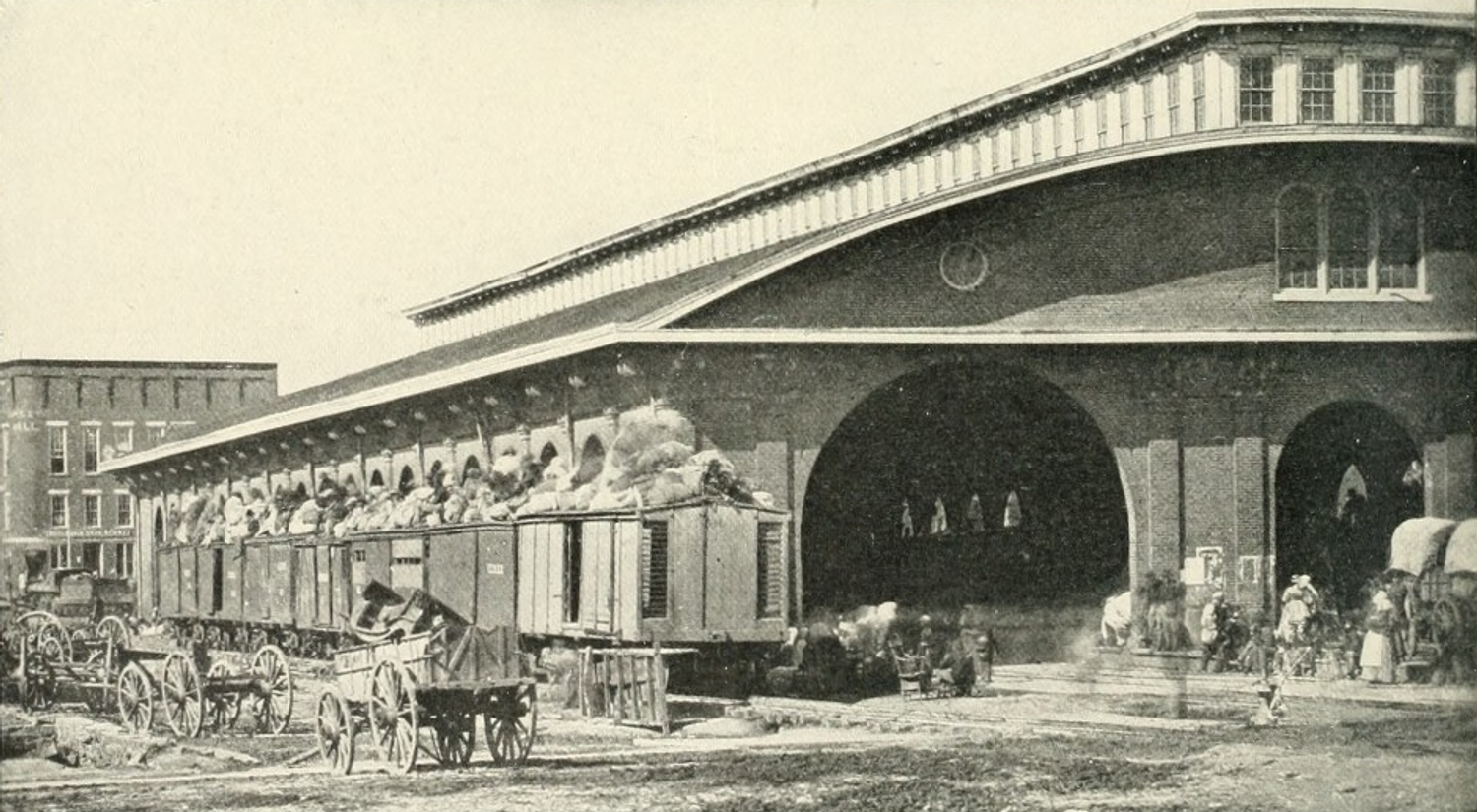
Le dépôt ferroviaire d'Atlanta en 1864.

« ... l'essentiel des preuves empiriques suggère que, stratégiquement, les chemins de fer favorisèrent les défenseurs plutôt que les assaillants. »

— Keir Alexander Lieber, War and the engineers: the primacy of politics over technology
Le support des armées en campagne - transport des troupes et des équipements.
L'extension du champ de bataille - qui, à partir de 1862, s'étendra grosso modo du nord au sud de la vallée du Potomac au Golfe du Mexique et d'est en ouest de la côte atlantique au Mississippi - rendit indispensable le recours systématique au chemin de fer pour le déplacement massif des troupes et de leur impedimenta et approvisionnement. 
L'acheminement des renforts défensifs/offensifs et l'évacuation des troupes.
Les chemins de fer ne permirent pas seulement la concentration méthodique et planifiée des troupes et de leurs équipements dans le cadre d'opérations programmées mais ils offrirent également aux chefs militaires une capacité de réaction rapide aux aléas de la bataille en permettant l'engagement ponctuel de renforts défensifs ou offensifs ou le retrait rapide de troupes mises en difficulté pour éviter leur mise hors combat.
Ces possibilités furent mises en évidence dès le premier engagement majeur de la guerre, la première bataille de Bull Run/Manassas, en juillet 1861, les Confédérés réussissant à stopper l'offensive nordiste en amenant au moment opportun des renforts de la vallée de la Shenandoah par voies ferrées. Début 1862, ils parvinrent une nouvelle fois à contrer une offensive adverse sur le front occidental, après la perte de positions-clés sur les fleuves Tennessee et Cumberland, en rameutant quelque quarante mille hommes venant parfois de Louisiane ou de Floride pour lancer une contre-attaque sur Shiloh (Tennessee), les chemins de fer permettant ensuite leur retraite en bon ordre après l'échec de celle-ci.
Dans l'autre camp, le transfert des XIe et XIIe Corps nordistes qui permettra la victoire de Chattanooga en fut une autre illustration d'école. Le 23 septembre 1863, à l'issue de la défaite de Chickamauga, la décision est prise dans l'urgence à Washington de renforcer l'armée du Tennessee vaincue par deux des corps de l'armée du Potomac. La planification du transport est laissée aux compagnies concernées, au premier rang desquelles la compagnie Baltimore and Ohio Railroad. Ce sont leurs bureaux et leurs employés et non les militaires qui mirent en place l'opération. Le 25 septembre, les premières troupes embarquaient en Virginie. À l'issue de ce qui fut le plus important transfert stratégique de la guerre, ce furent quelque vingt-trois mille hommes, avec équipement, artillerie et chevaux, qui furent déplacés sur près de 1 200 miles depuis la Virginie pour sauver l'armée de William S. Rosecrans encerclée dans Chattanooga et stopper la contre-offensive confédérée.  
Autres conséquences sur la conduites des opérations.
- L'utilisation des lignes intérieures. Un autre résultat de l'usage du chemin de fer sera de mettre généralement les adversaires dans l'impossibilité de tirer définitivement profit de l'utilisation de leurs lignes intérieures d'opération[note 5], en donnant à maintes reprises au défenseur la possibilité de contrer toute tentative de débordement de l'assaillant par ce moyen, l'outil ferroviaire mis au service de la stratégie permettant d'annuler l'avantage accordé à un assaillant manœuvrant par lignes intérieures en offrant une meilleure capacité de réaction au défenseur - ce notamment par la vitesse de déplacement des forces qu'il permet, les manœuvres s'annulant ainsi réciproquement et les tentatives de contre-attaque étant de même manière neutralisées

- L'exploitation. La difficulté accrue d'obtenir une victoire décisive fut un autre effet « secondaire » de l'usage du chemin de fer, l'armée vaincue ayant la possibilité d'être renforcée suffisamment rapidement pour que le vainqueur ne puisse exploiter son succès ou de se soustraire à une complète destruction et a contrario ce dernier manquant ponctuellement des moyens de le faire malgré la faiblesse de l'ennemi vaincu[17]. Un exemple en est donné à nouveau lors de la première bataille de Bull Run, les nordistes retraitant sur la voie ferrée leur servant de ligne de ravitaillement tandis que les sudistes, pour progresser, durent se servir du transport par chariots[18].

### Définition d'un nouvel objectif militaire.

Destruction de voies ferrées par les Nordistes lors de la « marche à la mer » du gén. Sherman en 1864.

L'importance des réseaux de chemins de fer dans ce conflit va les transformer eux-mêmes en objectifs militaires prioritaires : la ligne stratégique de la compagnie Baltimore & Ohio sera particulièrement exposée aux opérations militaires tout au long de celui-ci tandis que les localités d'Harpers Ferry (Virginie-Occidentale), Chattanooga ou Atlanta, théâtres à plusieurs reprises de batailles homériques, sont d'abord des nœuds ferroviaires cruciaux dont la prise et le contrôle revêtent un intérêt capital pour la poursuite des opérations et le lancement de campagnes ultérieures.

## Emplois tactiques des chemins de fer

### Artillerie
Artillerie lourde.
C'est à l'initiative de Robert E. Lee lui-même que l'on doit l'invention de l'artillerie ferroviaire.
Devant faire face en juin 1862 à l'invasion de la péninsule de Virginie par McClellan, Lee demanda au responsable de l'Armement Josiah Gorgas de mettre au point, en collaboration avec la marine confédérée, un équivalent terrestre et ferroviaire de la batterie d'artillerie cuirassée fluviale CSS Virginia construite sur l'ex USS Merrimac. C'est ainsi que fut conçu et construit le « Dry Land Merrimac » (le « Merrimac de la terre ferme »), sorte de canon d'assaut ferroviaire constitué d'une casemate de bois, renforcée à l'intérieur et à l'extérieur de lames d'acier, montée sur wagon plat et armée d'une pièce d'artillerie lourde de 32 livres qui devait être poussé en avant d'une locomotive équipée d'un timon spécial. L'engin fut engagé avec un retentissant succès pendant la bataille de Savage's Station à la fin du mois mais son impact sur le cours de celle-ci resta cependant anecdotique. 
D'autres engins de ce type furent encore utilisés ponctuellement par l'armée confédérée : le Gén. John B. Magruder aligna un autre canon d'assaut, blindé cette fois de balles de coton compactées, pendant la défense de Galveston au Texas en janvier 1863, l'engin étant engagé dans un duel d'artillerie avec les vaisseaux de la marine de l'Union appuyant le débarquement des troupes nordistes, tandis qu'en mars, le Gén. Joseph Finegan en utilisa un autre pendant le raid amphibie nordiste contre Jacksonville en Floride. Finegan fit encore usage  d'une autre « battery » — nom donné à ces engins même s'ils n'emportaient qu'une seule pièce lourde d'artillerie — pendant la bataille d'Olustee en février 1864.
Ayant opté pour une stratégie offensive plus manœuvrière, les troupes de l'Union ne s'encombrèrent pas de ce type d'engin lourds — à usage à priori essentiellement défensif — pendant leurs campagnes au cœur du territoire de la Confédération. Ce ne sera qu'à l'occasion du long siège de Petersburg (juin 1864 - mars 1865) qu'ils firent leur apparition dans l'arsenal nordiste. Aux côtés de pièces d'artillerie lourdes sous casemate, l'armée fédérale aligna aussi le Dictator, un mortier lourd de marine monté sur un wagon plat multi-essieux en raison de son poids. Cette pièce était en général utilisée sur des plates-formes fixes construites le long de la voie d'acheminement.

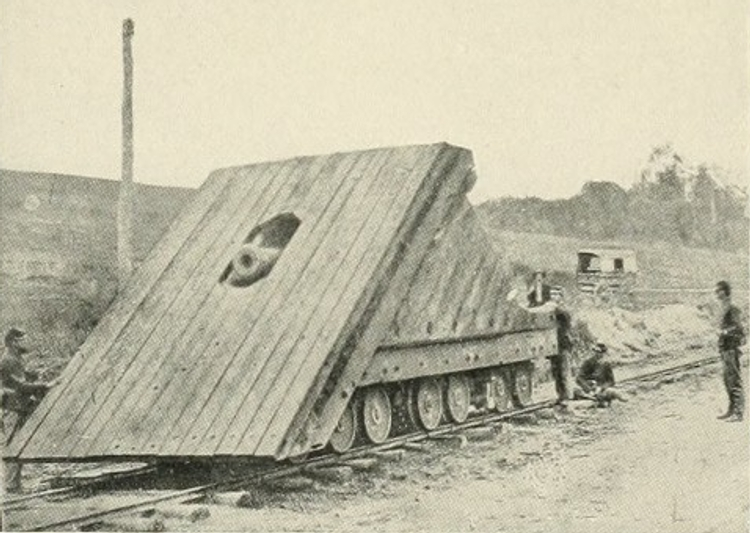
Pièce d'artillerie lourde nordiste pendant le siège de Petersburg. La casemate est constituée de madriers de bois et l'ensemble est installé sur un châssis multi-essieux.
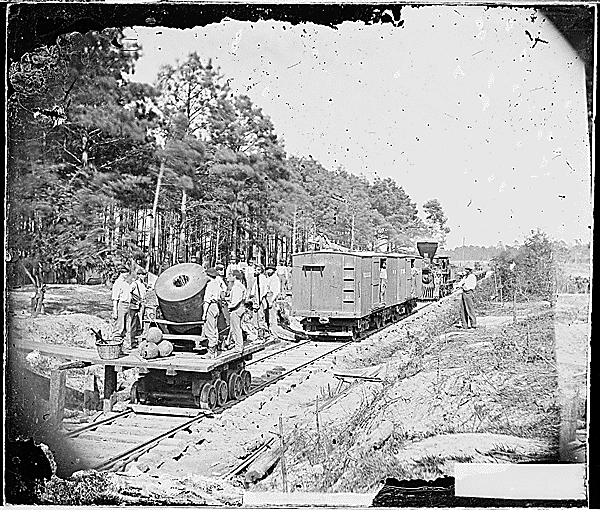
Le mortier lourd Dictator qui fut lui aussi utilisé pendant le siège, accompagné de son convoi de servitude.
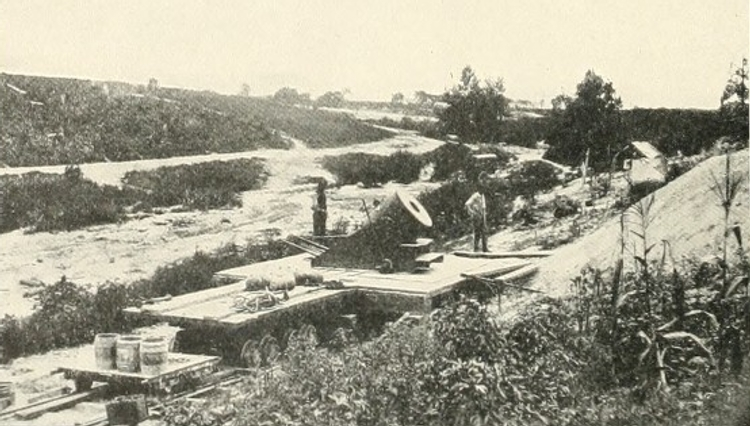
Le Dictaror installé sur une plate-forme de tir fixe.

Artillerie légère.

### Autres
Reconnaissance.
Les trains furent également engagés dans des missions de reconnaissance, qu'il s'agisse de reconnaissance des lignes elles-mêmes - en particulier le long d'itinéraires propices aux embuscades ou exposés à des actes de sabotages - et d'inspection des ouvrages d'art ferroviaires (ponts, tunnels) ou d'opérations de reconnaissance d'ordre plus général. En 1862, le comte de Paris et le duc de Chartres, attachés à l'état-major de McClellan, avaient ainsi, montés sur une locomotive, fait une reconnaissance au-delà du Potomac.

## La guerre ferroviaire

### Opérations de destruction, raids de sabotage et embuscades ferroviaires

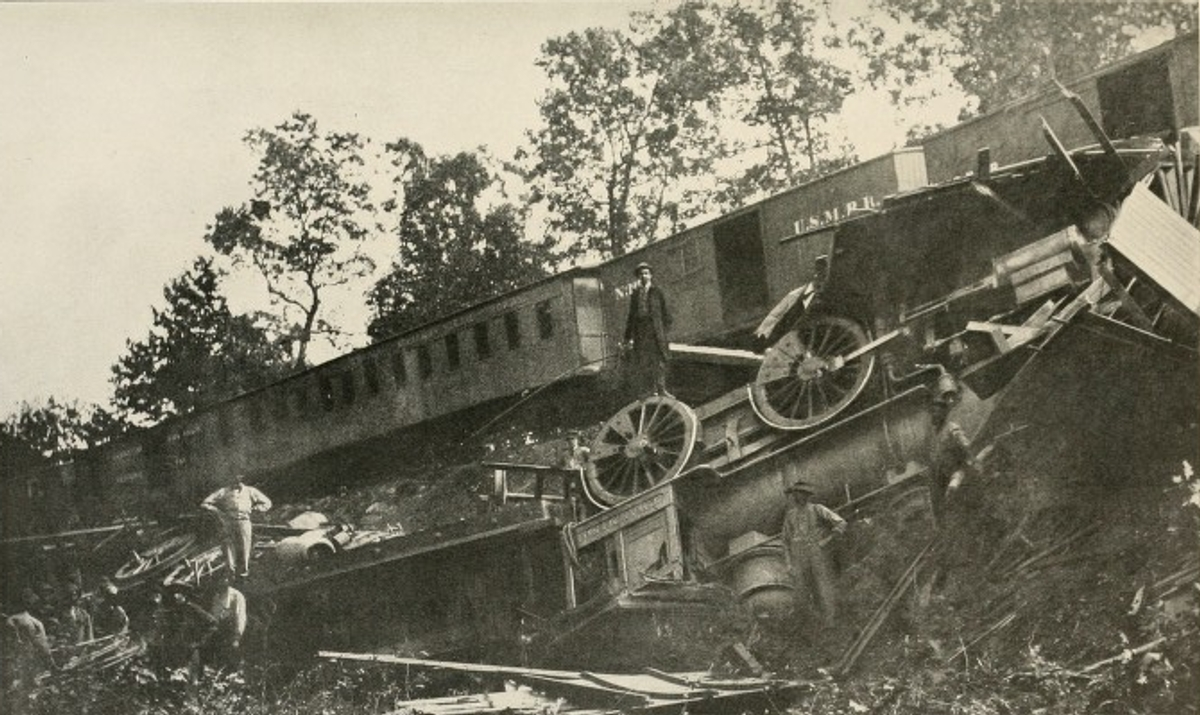

« En arrivant à 3 miles de Jackson, je vis comment les ennemis avaient détruit la voie ferrée : après avoir arraché les rails, ils avaient mis les traverses en piles, et disposé les rails en couches sur ces tas de bois, auxquels ils avaient mis le feu. Les rails  chauffés au rouge s'étaient tordus. Les ponts de bois avaient aussi été incendiés, et ils fumaient encore. »

— Arthur Fremantle, Trois mois aux États-Unis

### Génie ferroviaire: constructions, entretien et réparation des parcs
« Souvent construire, Parfois détruire,Toujours servir »

— Devise du Génie

## L'influence des chemins de fer sur la guerre: une révolution stratégique
« Les armées qui adoptèrent les tactiques de Napoléon Bonaparte, le grand général français du début des années 1800, remportèrent des victoires décisives. Cependant, au cours du XIXe siècle, la taille croissante des armées et les développements technologiques tels que le chemin de fer, le télégraphe ou les armes à répétition à canon rayé réduisirent la capacité de ces tactiques à remporter une victoire décisive. Les tactiques napoléoniennes restaient valides. Le problème était qu'elles conduisaient à des impasses quand appliquées par des adversaires de forces et de compétences égales. Une révision significative de ces concepts était donc nécessaire pour les rendre à nouveau décisifs. Le général nordiste Ulysses S. Grant, avec sa stratégie d'attrition développée tardivement pendant la guerre civile américaine, permit cette nouvelle avancée. »

— Lawrence M. Smith, Rise and fall of the strategy of exhaustion